# لاپانچا
لاپانچا (به مجاری:  Lapáncsa) یک منطقهٔ مسکونی در مجارستان است که در ناحیه شیکلوش واقع شده‌است.